# Inland Sea
Inland Sea (malt. Il-Qawra) − zatoka Morza Śródziemnego, zlokalizowana w zachodniej części wyspy Gozo (Malta), w Dwejra, części San Lawrenz.
Zatoka jest połączona z morzem za pomocą wąskiego prześwitu między skalnymi urwiskami. Całość powstała kilka milionów lat temu, jako wynik zapadnięcia się dwóch jaskiń zbudowanych z wapienia. Płytka zatoka jest celem popularnych wycieczek niewielkimi statkami, organizowanych przez lokalnych operatorów.